# 한국원자력환경공단
한국원자력환경공단(韓國原子力環境公團, Korea Radioactive Waste Agency, KORAD)은 대한민국 방사성 폐기물 관리사업을 효율적으로 추진함으로써 방사성폐기물로 인한 위해를 방지하고 공공의 안전과 환경보전에 이바지하기 위하여 설립된 대한민국 산업통상자원부 산하 위탁집행형 준정부기관이다. 기존 명칭인 한국방사성폐기물관리공단에 포함된 ‘방사성’과 ‘폐기물’이라는 단어가 주는 부정적 이미지를 해소하고 방사성폐기물처리장을 유치한 경주시민의 요구에 따라 2013년 6월 25일 제316회 국회(임시회) 8차 본회의를 통해 ‘한국방사성폐기물관리공단’에서 ‘한국원자력환경공단'으로 사명변경이 최종 의결되는 과정을 거쳐 명칭이 변경되었다. 경상북도 경주시 충효천길 19 (서악동 237-2번지)에 위치하고 있다.

## 설립 근거
- 방사성폐기물관리법[7]

## 연혁
- 2005년 11월 2일 방사성폐기물 처분시설 부지 선정[8]
- 2007년 7월 18일 기획예산처 공공기관운영위원회에서 ‘한국방사성폐기물관리공단 신설 타당성 심사안’ 심의 의결[9]
- 2008년 3월 28일 방사성폐기물관리법 제정·공포
- 2009년 1월 1일 한국방사성폐기물관리공단 설립[10][11]
- 2010년 12월 24일 월성원자력환경관리센터에 방사성폐기물 첫 반입
- 2011년 3월 28일 경기도 용인시에서 경상북도 경주시로 본사 이전[12]
- 2013년 7월 30일 한국원자력환경공단으로 명칭 변경[13]
- 2017년 1월 13일 대전 한국원자력연구원에 방사선폐기물 첫 반입
- 2017년 8월 30일 북부동에서 충현동으로 신사옥으로 이전. 충효천길 19 (서악동 237-2번지)에 위치하고 있다.

## 조직
- 감사 (비상임)
  - 감사실
- 기금관리센터

### 이사장
- 혁신성과팀
- 품질보증실

#### 소통협력단
- 홍보팀
- 대외협력팀

#### 경영기획본부
- 경영기획팀
- 미래인재팀
- 경영관리실
  - 총무/노무팀
  - 재무관리팀
  - 재난/정보팀

#### 부이사장

##### 사업본부
- 사업정책실
  - 해체/중저준위 정책팀
  - 고준위정책팀
- 고준위사업팀
- 사업관리팀
- 엔지니어링팀
- 안전평가팀

##### 월성지역본부
- 품질보증실
  - 품질검사반
- 재난/정보팀
  - 재난/보안반
- 행정지원팀
- 건설관리팀
- 안전운영팀
  - 방사선안전팀
  - 인수처분팀
  - 시설안전운영팀
  - 정비기술팀
  - RI관리팀

##### 방사성폐기물연구소
- 연구기획팀
- 고준위연구팀
- 해체폐기물연구팀

## 소속기관
- 월성원자력환경관리센터
- 인재개발센터
- 기금관리센터

## 주요 업무
1. 방사성폐기물의 운반·저장·처리 및 처분
2. 방사성폐기물 관리시설의 부지 선정, 건설, 운영 및 폐쇄 후 관리
3. 방사성폐기물 관리를 위한 자료의 수집·조사·분석 및 관리
4. 방사성폐기물 관리에 관한 홍보
5. 방사성폐기물 관리를 위한 연구개발, 전문인력 양성 및 국제협력
6. 방사성폐기물 관리시설의 주변지역에 대한 지원·협력
7. 방사성폐기물 관리시설의 주변지역에 대한 환경 조사
8. 방사성폐기물 발생자에 대한 기술 지원 및 정보 제공
9. 방폐물관리법 또는 다른 법령에 따라 정부로부터 위탁받은 사업

## 같이 보기
- 원자력원
- 원자력안전위원회
- 원자력청
- 한국방사선폐기물학회
- 첨단방사선연구소
- 한국수력원자력
- 한국원자력연구원
- 한국원자력의학원
- 한국원자력안전기술원
- 한국원자력통제기술원
- 한국환경공단
- 해양환경관리공단